# Richard Wiese

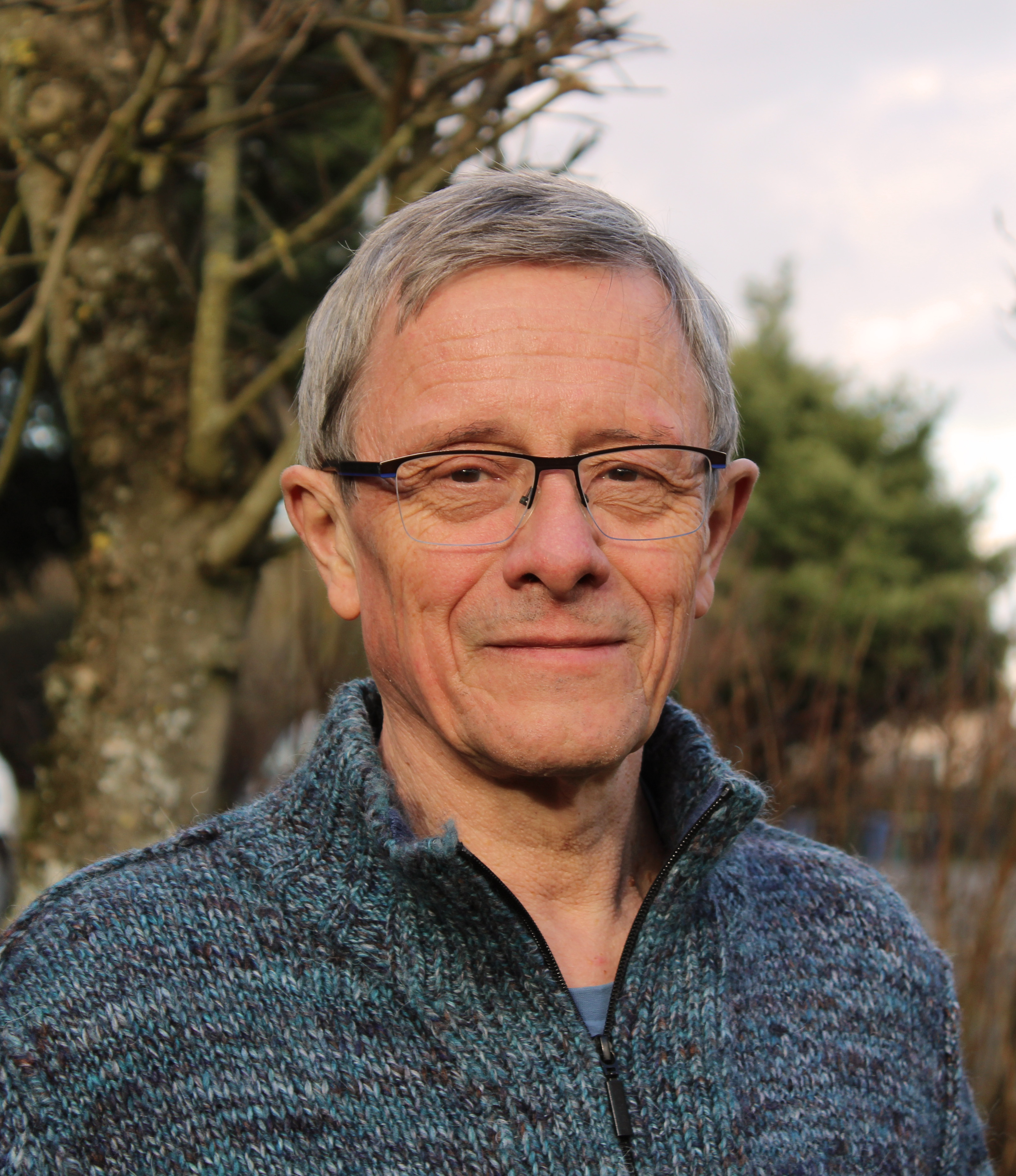
Richard Wiese, 2022

Richard Wiese (* 24. Januar 1953 in Meppen) ist ein deutscher Linguist.

## Leben
Von 1971 bis 1973 studierte er Germanistik und Pädagogik (Nebenfach Psychologie) an der Philipps-Universität Marburg und von 1973 bis 1977 Linguistik, Anglistik und Pädagogik an der Universität Bielefeld (1977: Erste Philologische Staatsprüfung in den Fächern Linguistik und Englisch). Nach der Promotion 1983 zum Dr. phil. an der Fakultät für Linguistik und Literaturwissenschaft der Universität Bielefeld bei Gert Rickheit und Werner Kummer und der Habilitation 1987 für das Fach Allgemeine Sprachwissenschaft an der Philosophischen Fakultät der Heinrich-Heine-Universität Düsseldorf war er von 1996 bis 2018 Professor für Germanistische Linguistik (C 4) an der Philipps-Universität Marburg. Davor war er als Wissenschaftler an den Universitäten Bielefeld, Kassel, TU Berlin und Düsseldorf tätig. Gastaufenthalte führten ihn an die Universitäten in Madison/Wisconsin, Calgary, Zürich und Kairo.
Wieses Hauptarbeitsgebiete sind die Phonologie, die Morphologie, und die Sprachverarbeitung (Psycholinguistik und Neurolinguistik). Zahlreiche empirische Studien und Forschungsprojekte betreffen die Phonotaktik, die Orthographie, den Wortakzent und deren Verarbeitung in unterschiedlichen Sprachen wie dem Deutschen, Polnischen, Englischen, Russischen, Koreanischen, Ägyptisch-Arabischen und Türkischen.
Das Buch The Phonology of German gilt als Standardwerk über das Lautsystem des Deutschen. Er fungierte als Mitglied des Fachkollegiums Sprachwissenschaften bei der Deutschen Forschungsgemeinschaft und als erster Vorsitzender der Deutschen Gesellschaft für Sprachwissenschaft. Er ist Mitherausgeber der Buchreihe Linguistische Arbeiten.

## Schriften (Auswahl)

### Monographien
- Psycholinguistische Aspekte der Sprachproduktion: Sprechverhalten und Verbalisierungsprozesse. Buske, Hamburg 1983, ISBN 3-87118-625-2.
- Silbische und lexikalische Phonologie. Studien zum Chinesischen und Deutschen. Niemeyer, Tübingen 1988, ISBN 3-484-30211-9.
- The Phonology of German. Oxford University Press, Oxford 2000, ISBN 0-19-824040-6.
- Phonetik und Phonologie. Wilhelm Fink, Paderborn 2011, ISBN 978-3-8252-3354-9. Open access-Version.

### Herausgeberschaften
- Wolfgang Kehrein und Richard Wiese (Hrsg.): Phonology and Morphology of the Germanic Languages. Niemeyer, Tübingen 1998, ISBN 3-484-30386-7.
- Richard Wiese (Mitherausgeber): Encyclopedia of Language and Linguistics. Elsevier, Oxford 2006 (14 Bände).
- Christiane Ulbrich, Alexander Werth, Richard Wiese (Hrsg.): Empirical Approaches to the Phonological Structure of Words. de Gruyter, Berlin 2018, ISBN 978-3-11-054058-1.
- Mathias Scharinger, Richard Wiese (Hrsg.): How Language Speaks to Music: Prosody from a Cross-domain Perspective. de Gruyter, Berlin 2022, ISBN 978-3-11-077010-0.

### Neuere Aufsätze
- Richard Wiese, Paula Orzechowska, Phillip Alday, Christiane Ulbrich: Structural Principles or Frequency of Use? An ERP Experiment on the Learnability of Consonant Clusters. In: Frontiers in Psychology – Auditory Cognitive Neuroscience. Band 7, Januar 2017, ISSN 1664-1078, doi:10.3389/fpsyg.2016.02005.
- Katerina D. Kandylaki, Karen Henrich, Arne Nagels, Tilo Kircher, Ulrike Domahs, Mathias Schlesewsky, Ina Bornkessel-Schlesewsky, Richard Wiese: Where Is the Beat? The Neural Correlates of Lexical Stress and Rhythmical Well-formedness in Auditory Story Comprehension. In: Journal of Cognitive Neuroscience. Band 29, Nr. 7, Juli 2017, ISSN 0898-929X, S. 1119–1131, doi:10.1162/jocn_a_01122.
- Jürg Fleischer, Michael Cysouw, Augustin Speyer, Richard Wiese: Variation and its determinants. A corpus-based study of German schwa in the letters of Goethe. In: Zeitschrift für Sprachwissenschaft. Band 37, Nr. 1, 2018, ISSN 1613-3706, S. 55–81, doi:10.1515/zfs-2018-0002.
- Christiane Ulbrich, Richard Wiese: Phonotactic principles and exposure in second language processing. In: Christiane Ulbrich, Alexander Werth, Richard Wiese (Hrsg.): Empirical Approaches to the Phonological Structure of Words. de Gruyter, Berlin/Boston 2018, ISBN 978-3-11-054058-1, S. 153–182.
- Heba El Shanawany, Richard Wiese: Regeln und metrische Repräsentationen – eine Kunstwortuntersuchung zum Kairo-Arabischen Wortakzent. In: Linguistische Berichte. Heft 257, 2019, ISSN 0024-3930, S. 93–114.
- Janina Mołczanow, Ekaterina Iskra, Olga Dragoy, Richard Wiese, Ulrike Domahs: Default stress assignment in Russian: evidence from acquired surface dyslexia. In: Phonology. Band 36, Nr. 1, Februar 2019, ISSN 0952-6757, S. 61–90, doi:10.1017/S0952675719000046.
- Heba El Shanawany, Richard Wiese: Kontrastive Silbenphonologie – Lernersprache Deutsch mit Arabisch als Erstsprache. In: Deutsch als Fremdsprache. Zeitschrift zur Theorie und Praxis des Faches Deutsch als Fremdsprache. Nr. 2, 2021, ISSN 2198-2430, S. 76–85.
- Rhythmic structure – parallels between language and music. In: Mathias Scharinger, Richard Wiese (Hrsg.): How Language Speaks to Music. Prosody from a Cross-domain Perspective. de Gruyter, Berlin/Boston 2022, ISBN 978-3-11-077010-0, S. 135–159.
- Richard Wiese, Paula Orzechowska: Structure and usage do not explain each other: an analysis of German word-initial clusters. In: Linguistics. An Interdisciplinary Journal of the Language Sciences. Band 61, Nr. 5, 2023, ISSN 0024-3949, S. 1259–1284.
- Paula Orzechowska, Richard Wiese: Allophonic variation and its consequences: A lexical decision study on <qu> words in German. In: Lingua. International Review of General Linguistics. Band 307, August 2024, ISSN 0024-3841, S. 1–18.
- Gunnar Ólafur Hansson, Richard Wiese: Umlaut in the Germanic languages. In: Nancy A. Ritter, Harry van der Hulst (Hrsg.) The Oxford Handbook of Vowel Harmony. Oxford University Press, Oxford 2024, ISBN 978-0-19-882680-4, S. 864–871.